# Rambatan Kulon
Rambatan Kulon is een bestuurslaag in het regentschap Indramayu van de provincie West-Java, Indonesië. Rambatan Kulon telt 9686 inwoners (volkstelling 2010).